# Fengdu
Fengdu, tidigare stavat Fengtu, är ett härad i Chongqings storstadsområde i sydvästra Kina.
Under svältkatastrofen under det Stora språnget 1958-62 hörde Fengdu till de hårdast drabbade orterna.
Fengdu är känd för Fengdus spökstad som är skapad efter den kinesiska myten om diyu, "den undre världen". När de tre ravinernas damm blir färdig kommer spökstaden delvis översvämmas och förvandlas till en ö.

## Administrativ indelning
Häradet är indelat i två stadsdelsdistrikt, 23 köpingar och fem socknar.
Stadsdelsdistrikt (jiedao):

- Mingshan (名山街道)
- Sanhe (三合街道)

Köpingar (zhen):

- Baohe (保合镇)
- Baoluan (包鸾镇)
- Dongjia (董家镇)
- Gaojia (高家镇)
- Huwei (虎威镇)
- Jiangchi (江池镇)
- Jilong (暨龙镇)
- Longhe (龙河镇)
- Longkong (龙孔镇)
- Nantianhu (南天湖镇)
- Rensha (仁沙镇)
- Sanyuan (三元镇)
- Shetan (社坛镇)
- Shizhi (十直镇)
- Shuanglong (双龙镇)
- Shuanglu (双路镇)
- Shuren (树人镇)
- Wuping (武平镇)
- Xiannühu (仙女湖镇)
- Xinglong (兴龙镇)
- Xingyi (兴义镇)
- Xumingsi (许明寺镇)
- Zhanpu (湛普镇)

Socknar (xiang):

- Dudu (都督乡)
- Lizi (栗子乡)
- Qinglong (青龙乡)
- Sanjian (三建乡)
- Taipingba (太平坝乡)

## Källa
1. 1 2  ”China: Chóngqìng Municipal Province”. citypopulation.de. https://citypopulation.de/en/china/townships/chongqing/admin/. Läst 15 november 2024.
2. ↑  ”worldpostmarks.net”. Arkiverad från originalet den 2 januari 2015. https://web.archive.org/web/20150102101710/http://worldpostmarks.net/HTML%20Countries/china.htm. Läst 22 juli 2015.
3. ↑  Yang Jisheng, Tombstone: The Great Chinese Famine, 1958-1962, översatt av Stacy Mosher and Jian Guo, redigerad av Edward Friedman (Farrar, Straus and Giroux, 2012), s. 16.
4. ↑  ”Fengdu - The Ghost City” (på engelska). China Travel Tour Guide. Arkiverad från originalet den 9 januari 2015. https://web.archive.org/web/20150109062303/http://www.china-travel-tour-guide.com/attractions/fengdu-ghost-city.shtml. Läst 24 januari 2014.

- Wikimedia Commons har media som rör Fengdu.